# Gordon Wry
Gordon Wry   (1910 - 1985) va ser un tenor i director d'orquestra canadenc. La seva veu es conserva en un grapat d'enregistraments realitzats amb el pianista Glenn Gould.
Nascut a Saint John, a New Brunswick, Wry va estudiar cant amb el reconegut contralt Nellie Smith i teoria de la música amb Healey Willan al Conservatori de Música de Toronto. Va ser un dels membres originals dels "Festival Singers of Canada" i va servir per animar Elmer Iseler a formar aquest cor. Va actuar amb aquest conjunt durant els anys cinquanta, seixanta i setanta. També va treballar com a agent canadenc de G. Ricordi & Co. durant la dècada de 1950.
Wry va actuar amb la Companyia de l'Òpera canadenca durant els seus primers anys i va ser tenor lider amb la Companyia de l'Òpera CBC entre 1949 i 1953. Va interpretar sobretot el paper de Bob Boles en l'estrena canadenca de Peter Grimes de Benjamin Britten per a l'obertura de la segona temporada de la CBC Opera Company amb William Morton en el paper principal, Edmund Hockridge com a capità Balstrode, Frances James com Ellen Orford i Eric Tredwell com a Oreneta. La producció va rebre el premi al Millor Programa de Música al Concurs de Premis de Ràdio Canadà (1950).Nancy McGregor. "Companyia d'òpera CBC". L'enciclopèdia canadenca. Arxivat des de l'original el 06/06/2011. El 1954 va retratar el paper principal a l'estrena mundial de The Prodigal Son de Frederick Jacobi al "Forest Hill Collegiate Auditorium de Toronto".
Wry va ensenyar durant molts anys a la facultat del Massey College de la Universitat de Toronto on va fundar i dirigir els Massey College Singers.